# Antihype
Antihype – piąty solowy album polskiego rapera Sariusa. Płyta została wydana przez artystę w nowo założonej przez niego wytwórni Antihype po opuszczeniu Asfalt Records i ukazała się 17 listopada 2017. W wersji regularnej zawiera 14 utworów, z kolei w wersji przedsprzedażowej znajdowały się dodatkowe trzy; za produkcję w całości (z wyjątkiem utworu „NajsHajs”) odpowiadał Gibbs. Wśród gości na płycie znaleźli się raperzy Rogal DDL, Ten Typ Mes, Kartky, KPSN i Kacper HTA; okładkę i poligrafię zaprojektował Maciej Malik.
Album został dobrze przyjęty, uzyskując wysokie oceny w recenzjach, dotarł do 6. miejsca listy OLiS, a w kwietniu 2021 osiągnął status platynowej płyty. Wydawnictwo promowała trasa koncertowa „Antihype Tour”, w trakcie której muzyk grał koncert m.in. w Holandii, a także teledyski do utworów „To co chcesz”, „Wiosna”, „NajsHajs” i „Jedynak” (kolejność chronologiczna).

## Lista utworów
Źródło: Popkiller
| Nr  | Tytuł utworu               | Gościnnie   | Producent        | Długość |
| --- | -------------------------- | ----------- | ---------------- | ------- |
| 1.  | „To co chcesz”             |             | Gibbs            | 3:38    |
| 2.  | „NajsHajs”                 | Rogal DDL   | Gibbs, Rogal DDL | 5:51    |
| 3.  | „Teraz wszyscy”            |             | Gibbs            | 2:58    |
| 4.  | „Wiosna”                   |             | Gibbs            | 3:22    |
| 5.  | „Japy”                     | Ten Typ Mes | Gibbs            | 3:35    |
| 6.  | „Jedynak”                  |             | Gibbs            | 5:13    |
| 7.  | „Najlepszy przyjaciel”     |             | Gibbs            | 3:07    |
| 8.  | „Hometown”                 |             | Gibbs            | 3:51    |
| 9.  | „Jak nikt”                 | Kartky      | Gibbs            | 5:26    |
| 10. | „Powrócisz tu”             |             | Gibbs            | 2:31    |
| 11. | „Zużywamy głowy”           |             | Gibbs            | 4:02    |
| 12. | „Obiad”                    |             | Gibbs            | 3:10    |
| 13. | „Zima”                     | KPSN        | Gibbs            | 4:00    |
| 14. | „Outro”                    |             | Gibbs            | 2:16    |
| 15. | „Coś” (bonus)              | Kacper HTA  | Gibbs            | 4:24    |
| 16. | „Mariusz Śpiewany” (bonus) |             | Gibbs            | 2:47    |
| 17. | „Heath Ledger” (bonus)     |             | Gibbs            | 2:52    |
|     |                            |             |                  | 1:03:03 |